# Lista das cidades organizadoras e locais do Festival RTP da Canção
Esta página é uma lista de cidades e locais onde se realizou o Festival RTP da Canção uma ou mais vezes. Locais futuros em itálico.

## Galeria

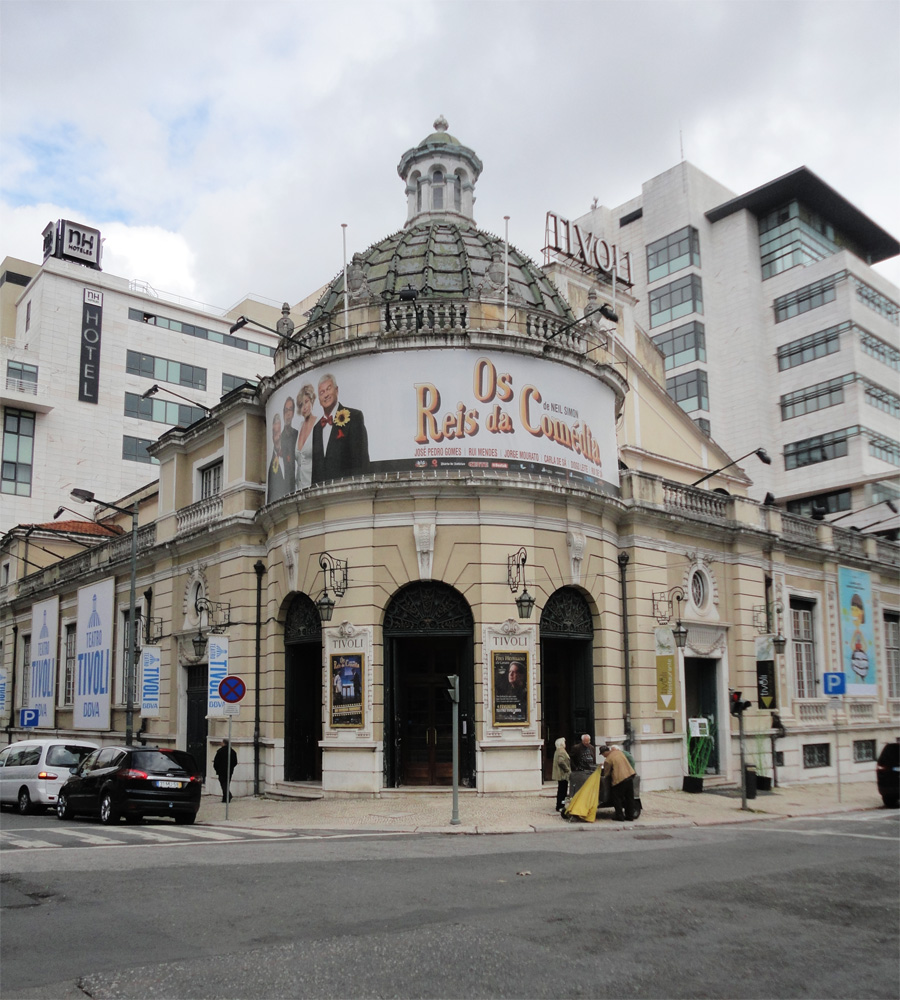
O Cinema Tivoli, em Lisboa foi o local do Festival de 1971, Festival de 1995.
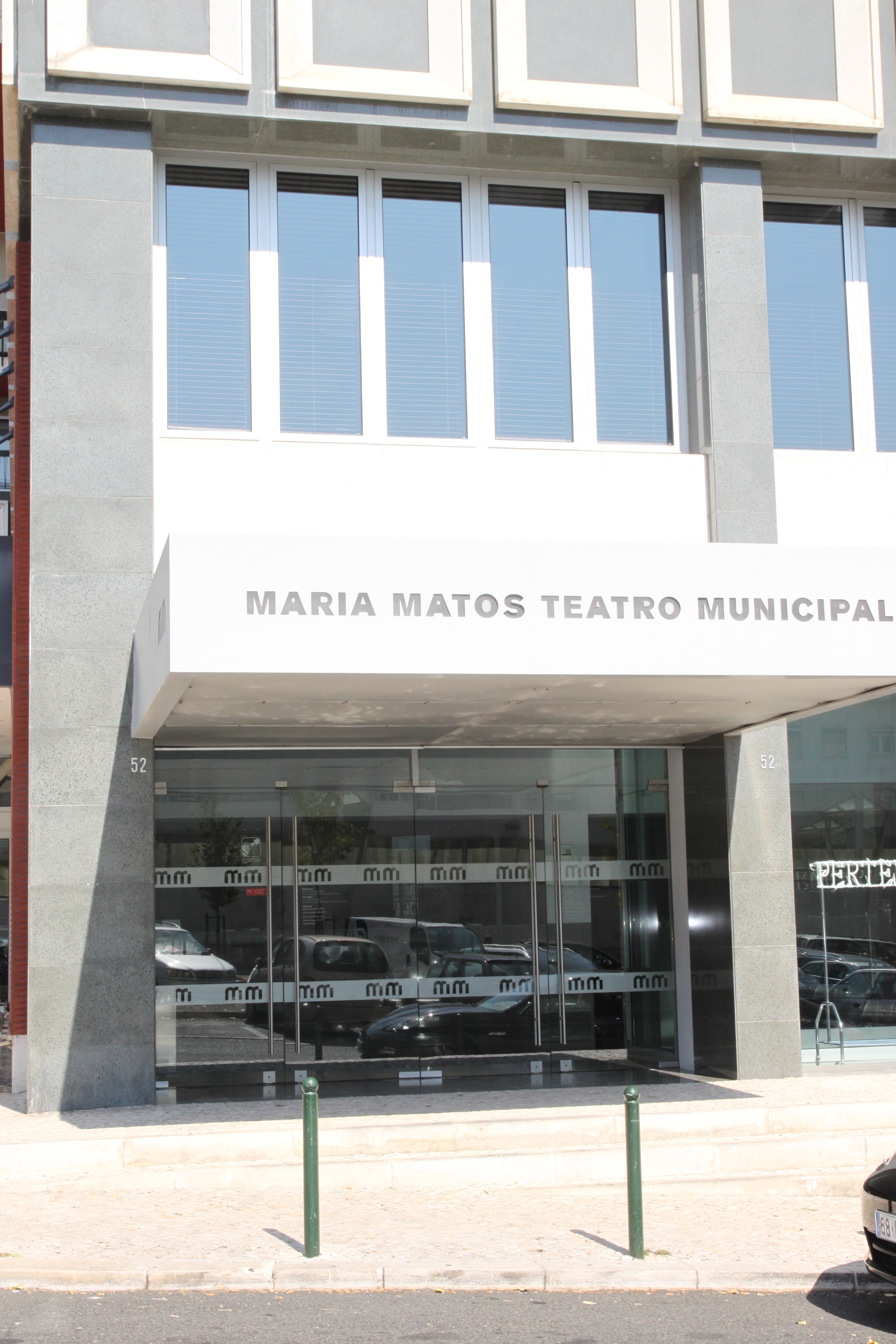
O Teatro Maria Matos, em Lisboa: local do Festival de 1973, Festival de 1974, Festival de 1975, Festival de 1981, Festival de 1982.
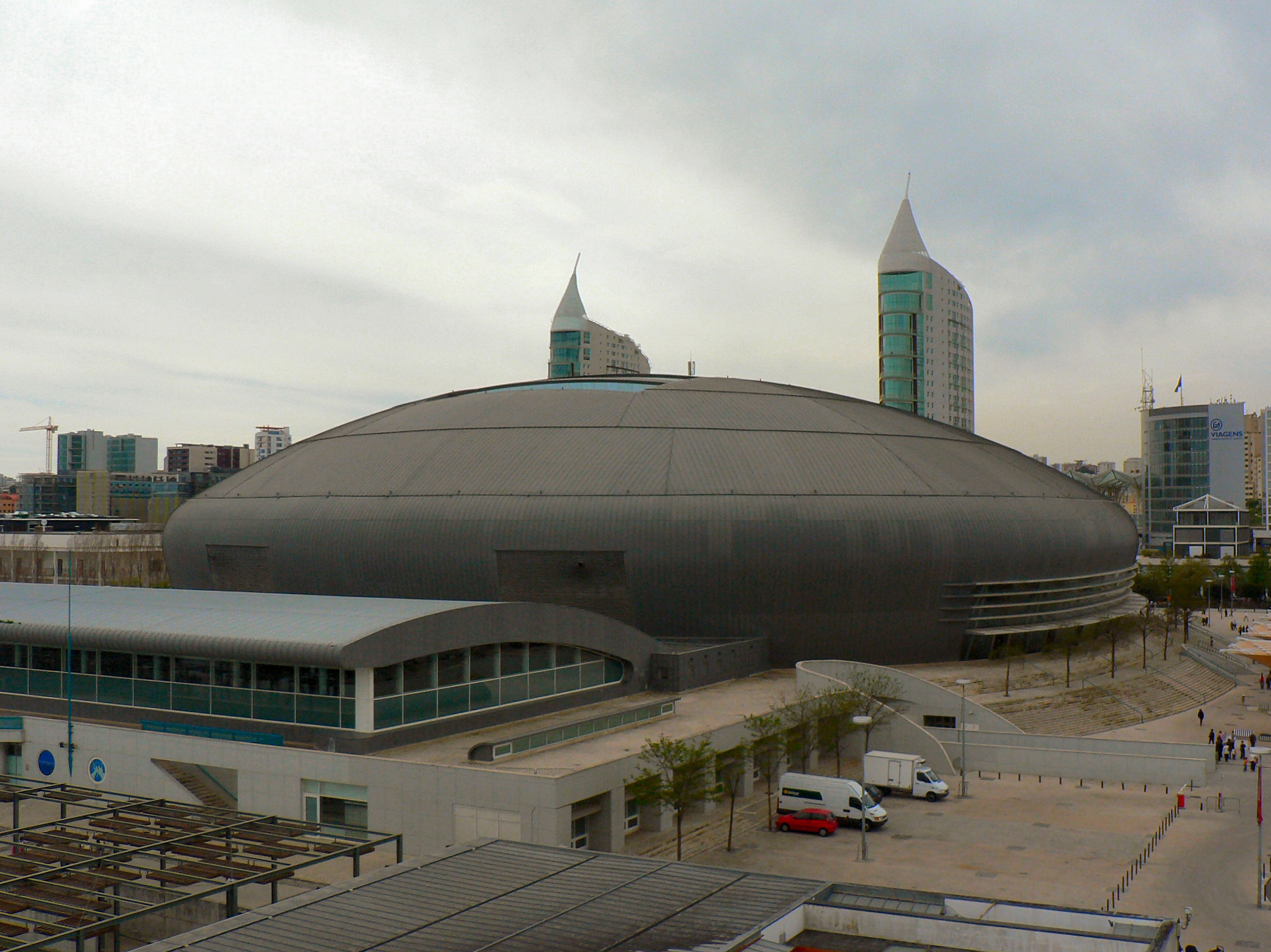
Sala Tejo do Pavilhão Atlântico, em Lisboa, local do Festival de 1999, Festival de 2000, Festival de 2007.
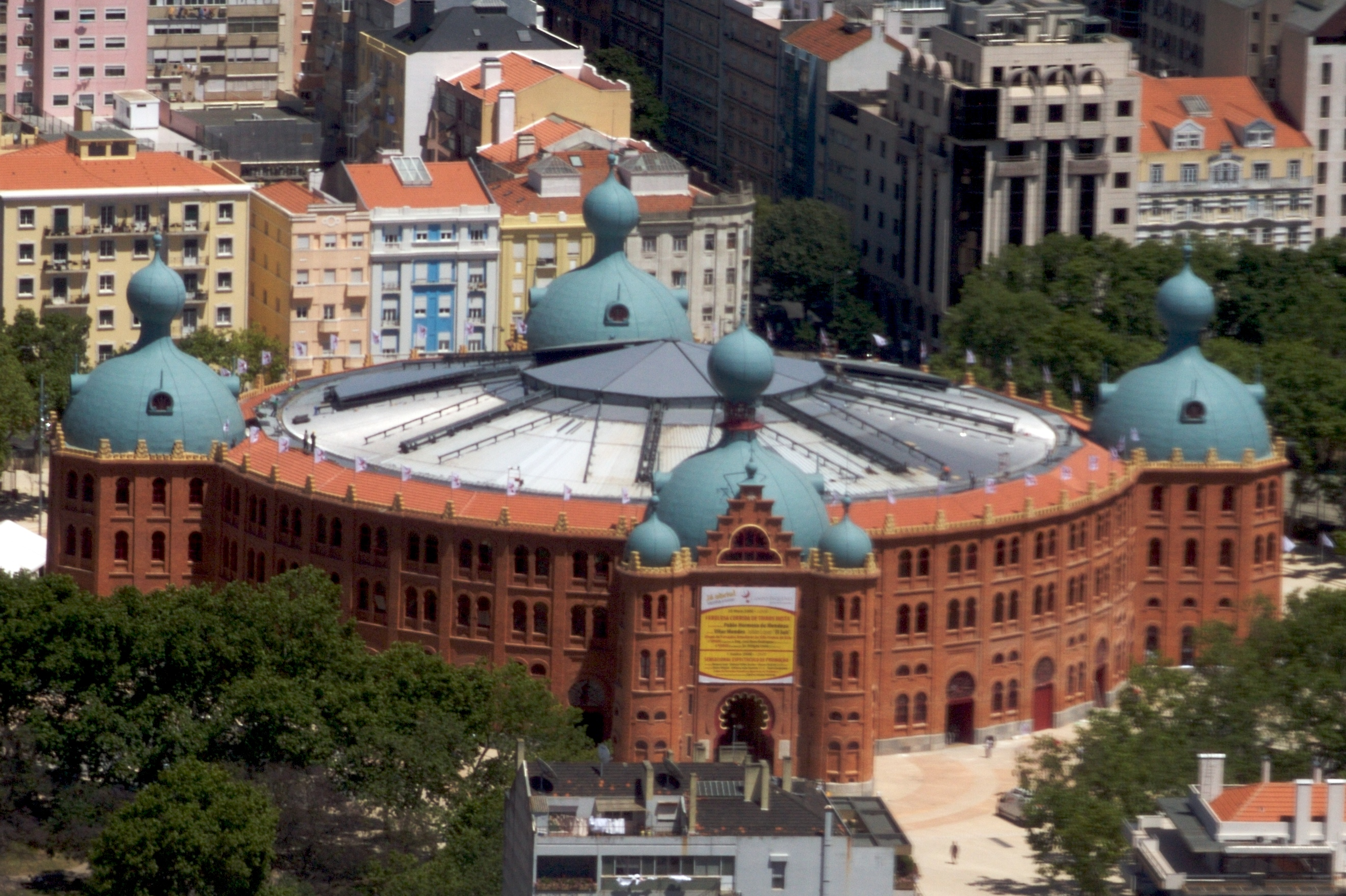
Praça de Touros do Campo Pequeno, em Lisboa, local do Festival de 2010.
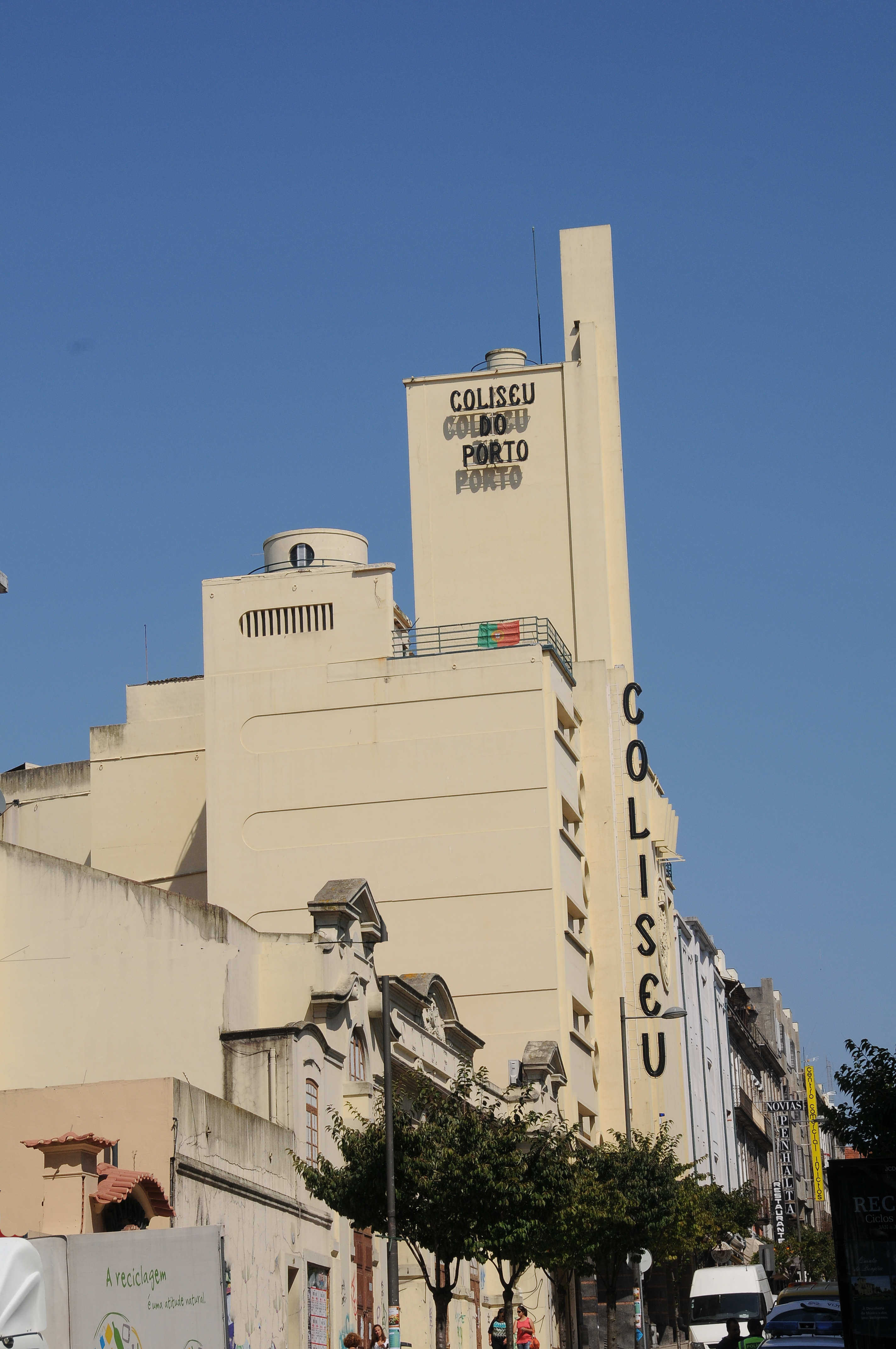
Coliseu do Porto, no Porto, local do Festival de 1983.
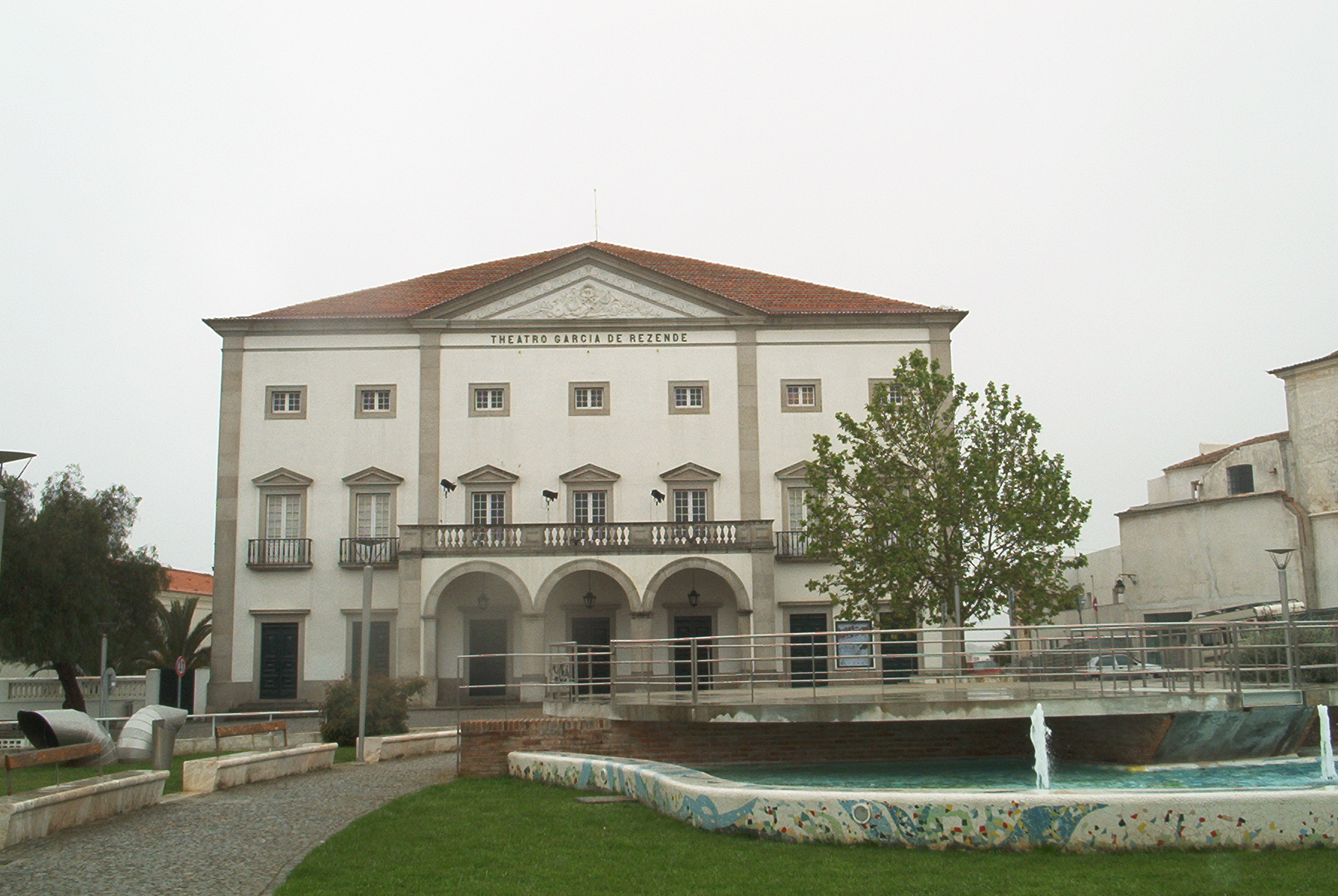
Teatro Garcia de Resende, em Évora, local do Festival de 1989.
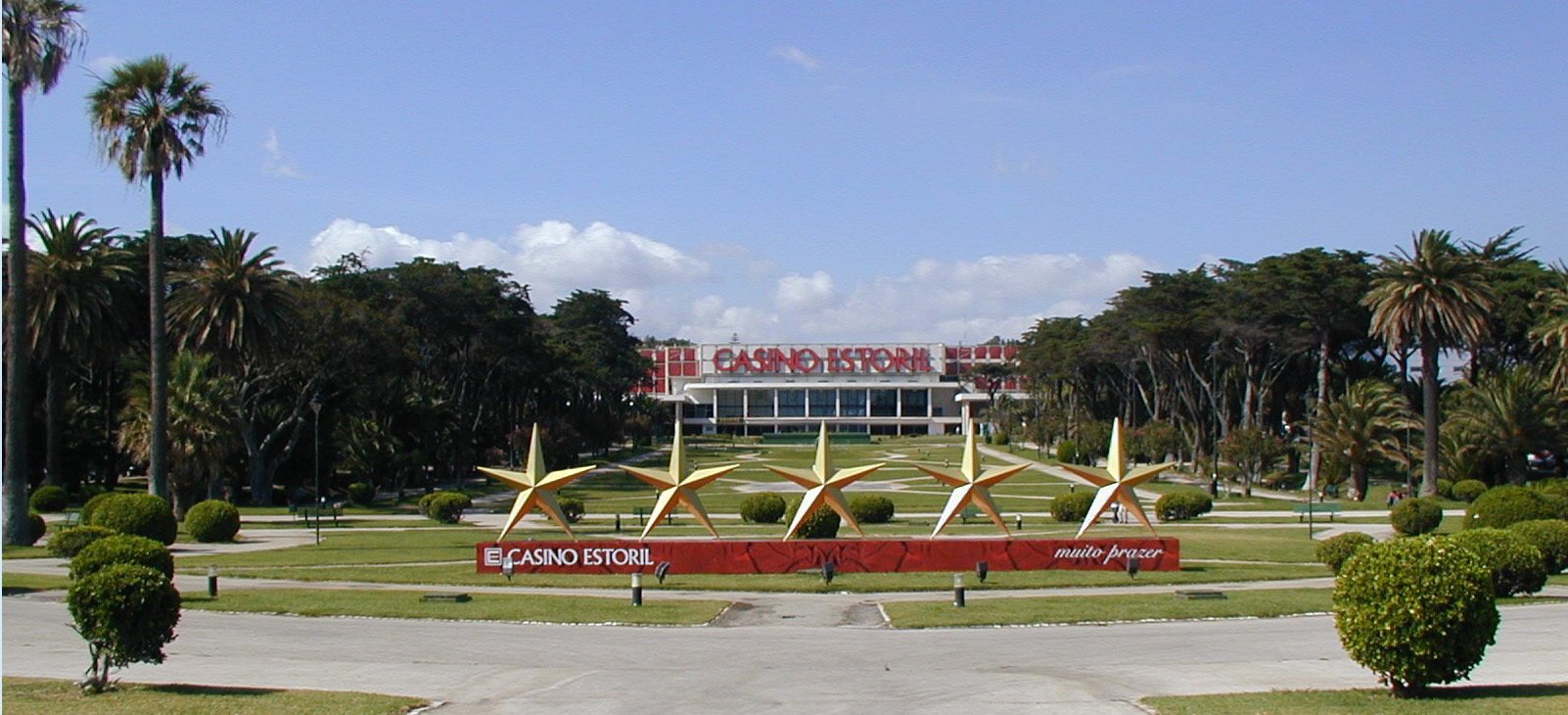
Casino Estoril, no Estoril, local do Festival de 1990.
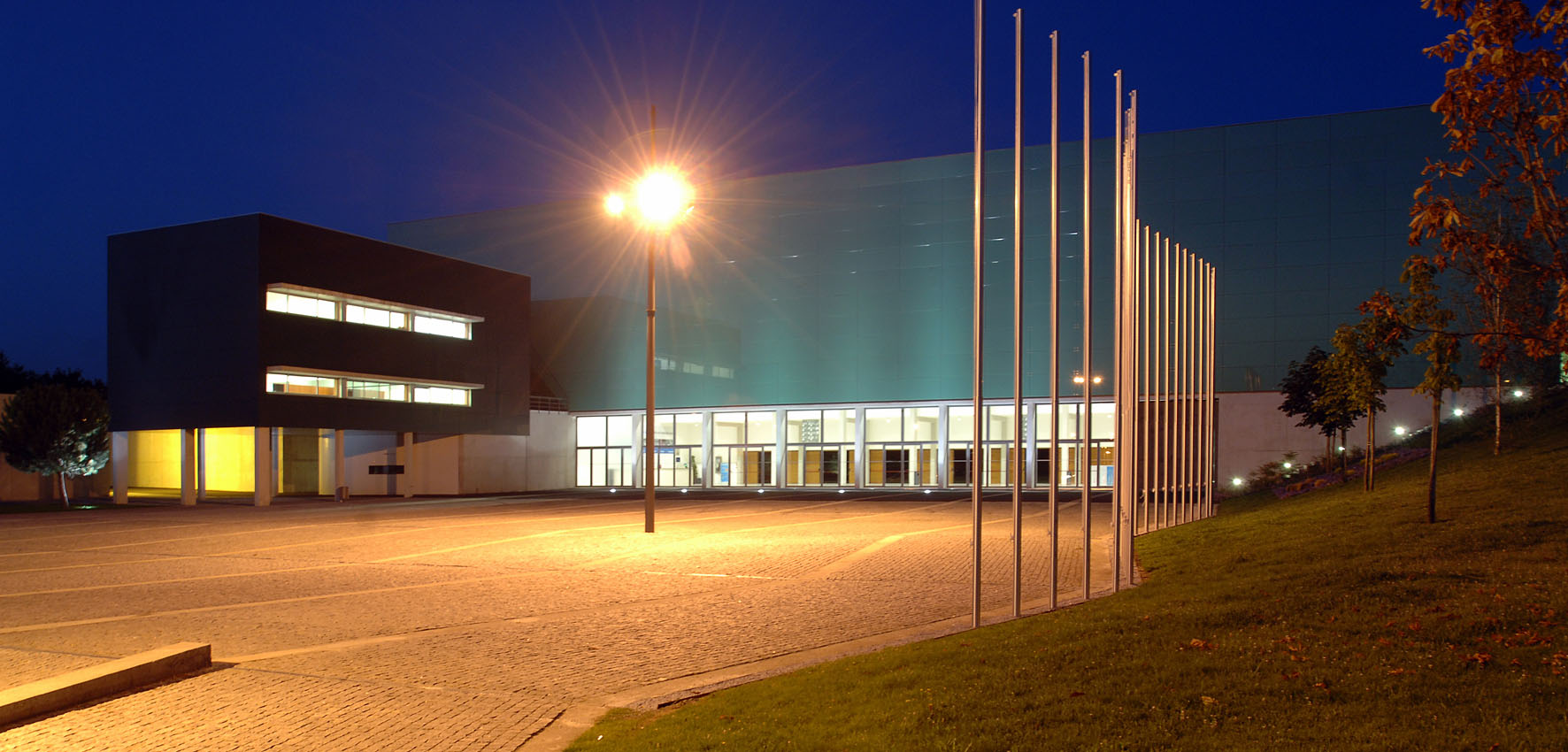
Multiusos de Guimarães, local do Festival de 2018.

## Locais

### Final
| № de vezes que organizou | Cidade               | Local                            | Anos                                                 |
| ------------------------ | -------------------- | -------------------------------- | ---------------------------------------------------- |
| 45                       | Lisboa               | Estúdios do Lumiar               | 1964, 1965, 1966, 1967, 1968                         |
| 45                       | Lisboa               | Teatro São Luiz                  | 1969, 1972, 1980, 1992, 1993, 1994, 1998             |
| 45                       | Lisboa               | Cinema Monumental                | 1970, 1979                                           |
| 45                       | Lisboa               | Cinema Tivoli                    | 1971, 1995                                           |
| 45                       | Lisboa               | Teatro Maria Matos               | 1973, 1974, 1975, 1981, 1982                         |
| 45                       | Lisboa               | Estúdios da RTP                  | 1976, 1977, 1986, 1988, 2005, 2012, 2015, 2021, 2022 |
| 45                       | Lisboa               | Teatro Villaret                  | 1978                                                 |
| 45                       | Lisboa               | Auditório Europa                 | 1984                                                 |
| 45                       | Lisboa               | Coliseu dos Recreios             | 1985, 1997, 2017                                     |
| 45                       | Lisboa               | Feira Internacional de Lisboa    | 1991, 2006                                           |
| 45                       | Lisboa               | Teatro Politeama                 | 1996                                                 |
| 45                       | Lisboa               | Sala Tejo do Pavilhão Atlântico  | 1999, 2000, 2007                                     |
| 45                       | Lisboa               | Teatro de Camões                 | 2008, 2009, 2011                                     |
| 45                       | Lisboa               | Praça de Touros do Campo Pequeno | 2010                                                 |
| 45                       | Lisboa               | Convento do Beato                | 2014                                                 |
| 1                        | Porto                | Coliseu do Porto                 | 1983                                                 |
| 1                        | Funchal              | Casino Park Funchal              | 1987                                                 |
| 1                        | Évora                | Teatro Garcia de Resende         | 1989                                                 |
| 1                        | Estoril              | Casino Estoril                   | 1990                                                 |
| 1                        | Santa Maria da Feira | Europarque                       | 2001                                                 |
| 1                        | Venda do Pinheiro    | Estúdios da Endemol              | 2003                                                 |
| 1                        | Mem Martins          | Estúdios da Endemol              | 2004                                                 |
| 1                        | Guimarães            | Multiusos de Guimarães           | 2018                                                 |
| 1                        | Portimão             | Portimão Arena                   | 2019                                                 |
| 1                        | Elvas                | Coliseu de Elvas                 | 2020                                                 |

### Semifinais
| № de vezes que organizou | Cidade          | Local                                        | Anos                                                     |
| ------------------------ | --------------- | -------------------------------------------- | -------------------------------------------------------- |
| 18                       | Lisboa          | Estúdios do Lumiar                           | 1967, 1993                                               |
| 18                       | Lisboa          | Teatro Villaret                              | 1979, 1980                                               |
| 18                       | Lisboa          | Auditório Europa                             | 1984                                                     |
| 18                       | Lisboa          | Estúdios da RTP                              | 1986,1992, 2012, 2015, 2017, 2018,2019 ,2020, 2021, 2022 |
| 18                       | Lisboa          | Teatro São Luiz                              | 1994                                                     |
| 18                       | Lisboa          | Praça de Touros do Campo Pequeno             | 2010                                                     |
| 18                       | Lisboa          | Convento do Beato                            | 2014                                                     |
| 2                        | Porto           | Estúdios da RTP Porto                        | 1986                                                     |
| 2                        | Porto           | Teatro São João                              | 1994                                                     |
| 2                        | Funchal         | Estúdios da RTP Madeira                      | 1986                                                     |
| 2                        | Funchal         | Auditório do Centro de Congressos da Madeira | 2001                                                     |
| 2                        | Ponta Delgada   | Estúdios da RTP Açores                       | 1986                                                     |
| 2                        | Ponta Delgada   | Teatro Micaelense                            | 2001                                                     |
| 1                        | Figueira da Foz | Casino da Figueira da Foz                    | 1988                                                     |
| 1                        | Algés           | Estúdios da Telecine                         | 1986                                                     |
| 1                        | Setúbal         | Fórum Municipal Luísa Todi                   | 2001                                                     |
| 1                        | Leiria          | Teatro José Lúcio da Silva                   | 2001                                                     |
| 1                        | Faro            | Conservatório Regional do Algarve            | 2001                                                     |